# Strychnos innocua
Strychnos innocua är en tvåhjärtbladig växtart som beskrevs av Alire Raffeneau Delile. Strychnos innocua ingår i släktet Strychnos och familjen Loganiaceae. Inga underarter finns listade i Catalogue of Life.